# Neophyllomyza approximatonervis
Neophyllomyza approximatonervis är en tvåvingeart som först beskrevs av Lamb 1914.  Neophyllomyza approximatonervis ingår i släktet Neophyllomyza och familjen sprickflugor. Inga underarter finns listade i Catalogue of Life.